# Флора Північної Македонії

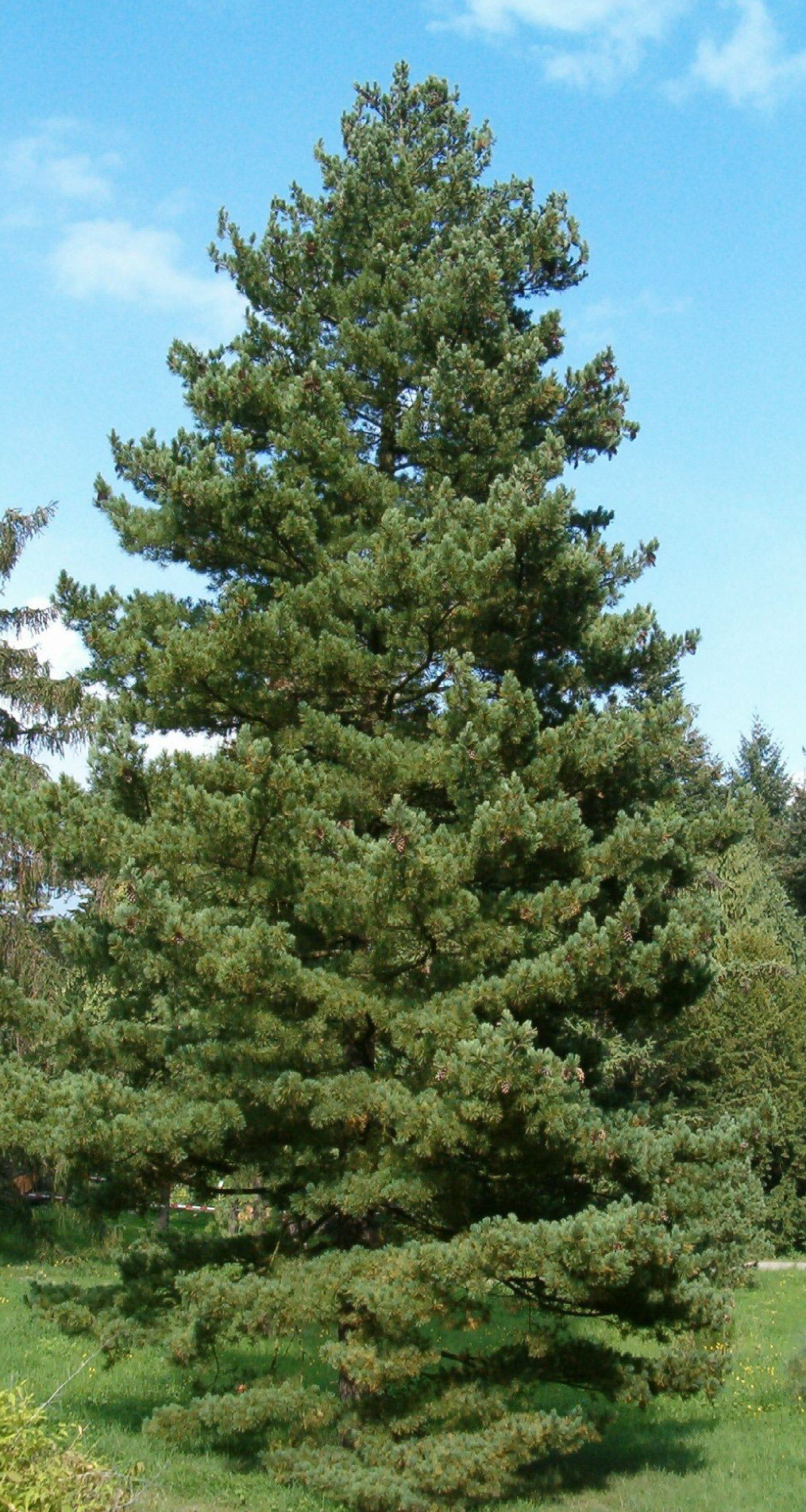
Сосна румелійська — одне з найпоширеніших дерев Македонії.

Флора Північної Македонії представлена приблизно 210 родинами, 920 родами та 3700 видами рослин. Найбільш поширеною є група покритонасінних, що налічує близько 3200 видів, після якої йдуть мохи (350 видів) та папоротеподібні (42 види).

## Чисельний розподіл родин, родів та видів рослин
Всі роди та види рослин, знайдені в Македонії, представлені вченим Кирилом Мічевські, одним із засновників Македонської ботаніки.
| Група                                 | Родин      | Родів       | Видів         | Підвидів      | Усього        |
| ------------------------------------- | ---------- | ----------- | ------------- | ------------- | ------------- |
| Печіночники                           | 29         | 42          | 66            | -             | -             |
| Антоцеротовидні                       | 1          | 1           | 1             | -             | -             |
| Мохи                                  | 34         | 124         | 330           | -             | -             |
| Плауноподібні                         | 3          | 5           | 6             | -             | 6             |
| Хвощевидні                            | 1          | 1           | 7             | 13            | 20            |
| Папоротеподібні                       | 15         | 21          | 42            | 18            | 60            |
| Голонасінні                           | 4          | 6           | 15            | 7             | 22            |
| Покритонасінні *Дводольні *Однодольні | 120 102 18 | 720 565 155 | 3200 2600 600 | 1700 1500 200 | 4900 4100 800 |
| Усього                                | 210        | 920         | 3700          | 1740          | 5350          |

## Ліси

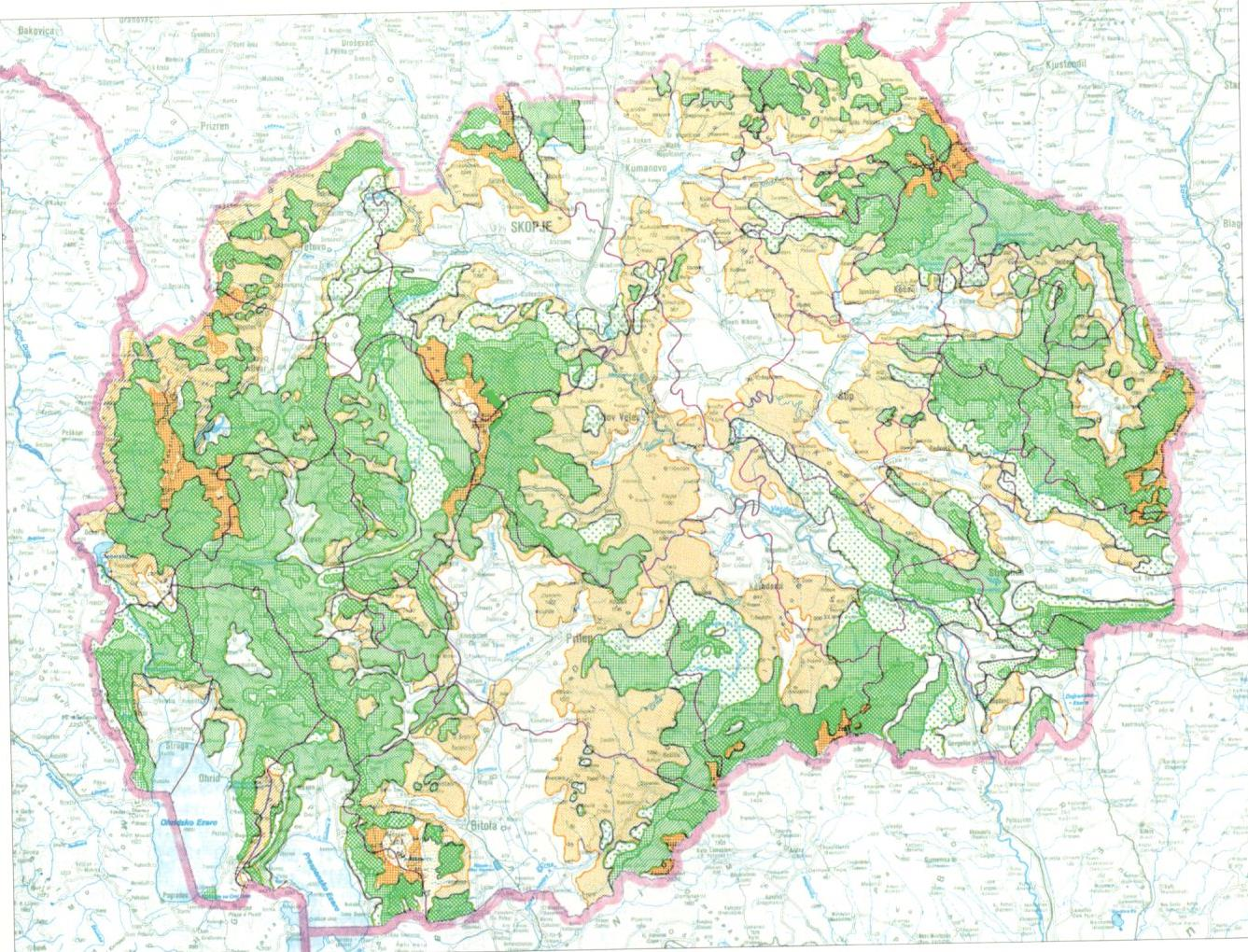
Карта рослинності у Македонії

У Македонії ліси займають близько 50 % усієї площі. В них ростуть широколистяні та хвойні дерева: дубово-грабові с сумішшю клена, липи, сосни, букові та буково-ялицеві. На крайньому південному сході росте вічнозелена субтропічна рослинність.
Згідно з даними WWF та цифрової карти екологічних регіонів Європи, територію республіки можна розділити на чотири екорегіони: Піндові гори змішаних лісів, Балканські мішані ліси, Родоські змішані ліси та Егейські змішані ліси.